# Círculo de Yanfolila
Yanfolila es una subdivisión administrativa (cercle o círculo) de la región de Sikasso, en Malí. Su capital es la ciudad de Yanfolila. En abril de 2009 tenía una población censada de 212 717 habitantes y estaba formada por las siguientes comunas o municipios, que se muestran igualmente con población de abril de 2009:
- Baya 24,464
- Bolo-Fouta 4,428
- Djallon-Foula 11,197
- Djiguiya de Koloni 6,864
- Gouanan 25,119
- Gouandiaka 26,247
- Koussan 10,191
- Sankarani 7,563
- Séré Moussa Ani Samou 18,784
- Tagandougou 15,111
- Wassoulou-Ballé 51,473
- Yallankoro-Soloba 11,276[1]